# Sehnsucht
Pour les articles homonymes, voir Sehnsucht (homonymie).

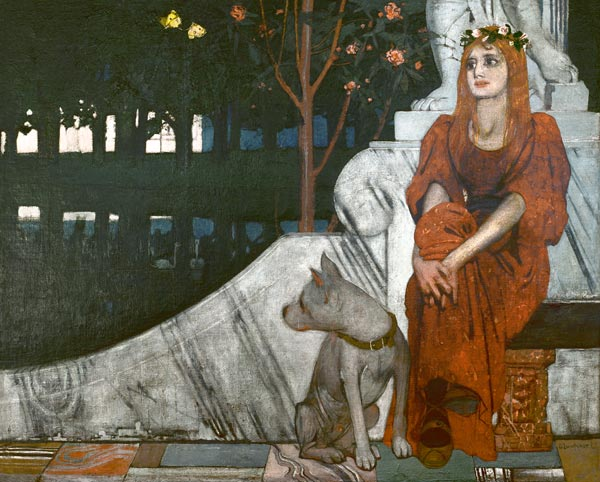
Sehnsucht par Oskar Zwintscher, vers 1900.

La Sehnsucht [ˈzeːnˌzʊxt] est un substantif de la langue allemande de genre féminin généralement traduit en français par « vague à l'âme », « aspiration », « ardeur » ou « langueur ». Il se rapproche du portugais saudade, du gallois hiraeth, du roumain dor, du slovaque clivota ou cnenie, de l'amharique tezeta ou du tamacheq assouf, et même du blues pour les Afro-Américains aux États-Unis. Néanmoins, il est presque impossible de traduire fidèlement ce terme allemand dont le sens décrit un état émotionnel intense.

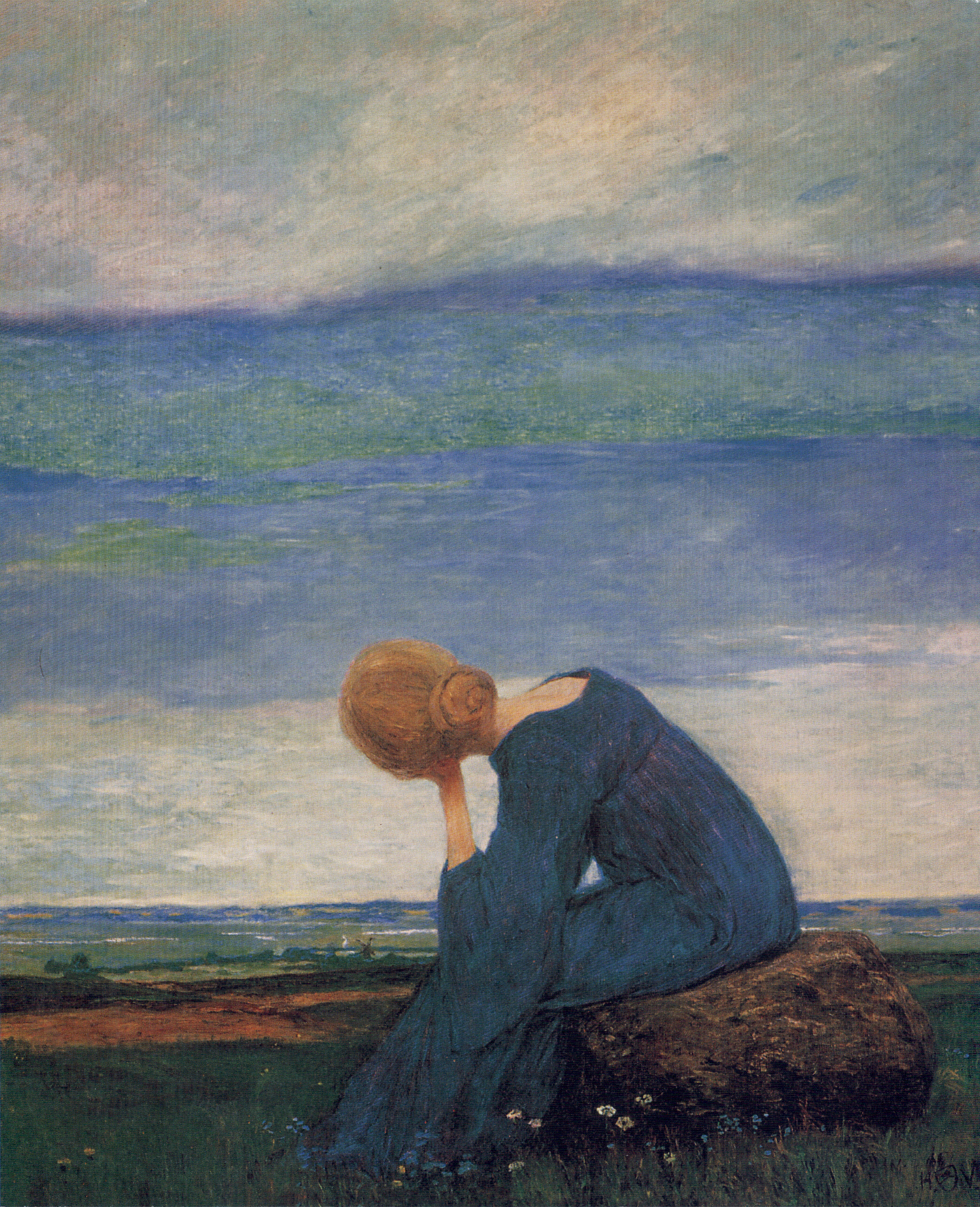
Sehnsucht (Rêverie) par Heinrich Vogeler, vers 1900.

Le sens de die Sehnsucht est un sentiment qui n'est ni foncièrement négatif, ni positif, mais représente un objet du désir inaccessible qu'il n'est pas forcément souhaitable d'atteindre. C'est une émotion en rapport à une certaine incomplétude ou imperfection. Elle a été décrite comme une soif de vie ou une quête individuelle du bonheur qui se heurte à la réalité de souhaits non satisfaits.
Il peut s'agir d'un désir mélancolique d'un pays lointain, mais pas d'un pays tangible ou identifiable, plutôt d'un environnement familier. Dans ce sens, Sehnsucht est une sorte de nostalgie, dans son sens premier, un mal du pays ou la nostalgie d'un paradis perdu. Il peut également s'agir d'un désir d'une personne ou d'une chose, mais dans la plupart des cas, la personne sehnsüchtig ([ˈzeːnˌzʏçtɪç], adjectif) n'est pas consciente de ce qu'elle convoite, et le sentiment est si intense et profond qu'elle ne peut qu'éprouver l'émotion sans se rendre compte que celle-ci traduit un manque ou un désir.
Dans la mythologie grecque, Himéros est la personnification d'une Sehnsucht amoureuse.